# تی‌یی‌وی واهین
تی‌یی‌وی واهین (به انگلیسی: TEV Wahine) یک کشتی بود که طول آن ۴۸۸ فوت (۱۴۹ متر) بود.